# Park van Dilbeek

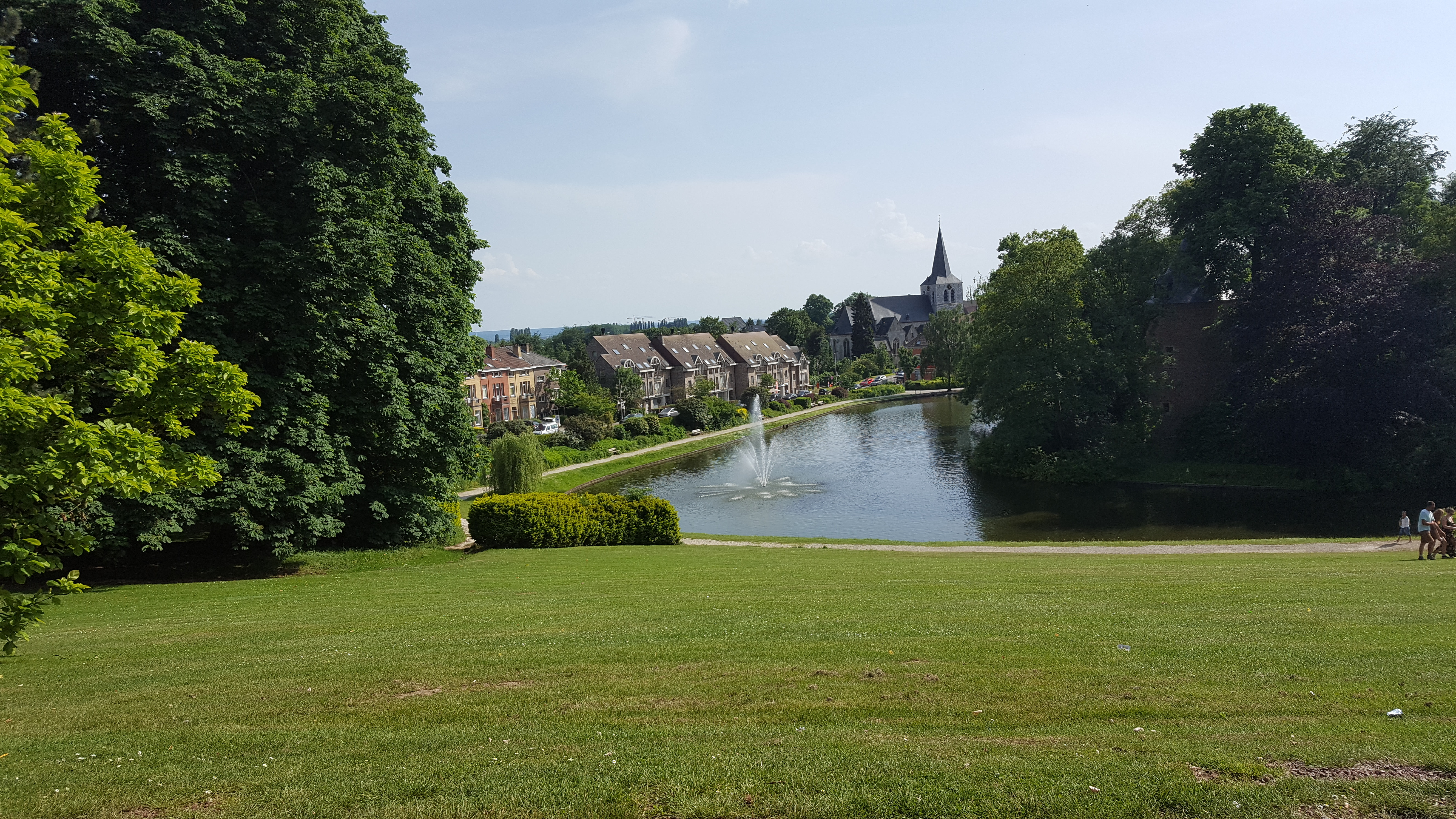
Park van Dilbeek

Het park van Dilbeek is een openbaar gemeentepark dat zich bevindt in het centrum van Dilbeek. Het bestaat uit delen van het voormalige kasteelpark van kasteel de Viron, in het grenzende Sint-Alenapark bevindt zich de ijskelder in het Sint-Alenapark. Ten zuiden van het park ligt de Sint-Alenatoren als enig overblijfsel van de voormalige waterburcht dat in 1862 deels gesloopt werd. Het park bestaat uit een uitgestrekte helling dat aan de achterzijde van het kasteel begint en tot aan de rand van de vijver loopt.

## Geschiedenis
Het domein van het oude kasteel kwam in 1787 in bezit van de familie De Viron, op oude Ferrariskaarten en kaarten zoals de "Carte topographique de Bruxelles et de ses environs" uit 1810 van G. De Wautier is te zien hoe de omgeving rond het kasteel aangelegd was als sterrenbos met paden die uitstralen vanuit een centrale rotonde. In 1862, samen met de bouw van het kasteel de Viron werd het park heraangelegd in een landschappelijke stijl met zicht op de Sint-Alenatoren aan de voet van de helling achter het kasteel.
In 1923 werd het park in zijn geheel overgekocht door de gemeente, waardoor ongeveer de helft van het park verkaveld werd en de rest als openbaar park werd ingericht.
In 1937 werd het park in twee gedeeld door de aanleg van de de Heetveldelaan. Deze weg scheidt het Park van Dilbeek van het Sint-Alenapark, de locatie van een van de verschillende steengroeven waar men Lediaanse steen ontgon.
Het kasteel de Viron, de kasteelhoeve en het koetshuis werden beschermd als monument in 1990. Het park samen met het kasteel de Viron en de oude ringwalsite werden hetzelfde jaar als dorpsgezicht beschermd.